# Sylvarena (Mississippi)
Sylvarena est un village américain situé dans le comté de Smith, dans le Mississippi. Selon le recensement de 2020, sa population est de 87 habitants.